# Pieter de Hooch
Pieter de Hooch, někdy též uváděn jako Hoogh či Hooghe (1629, Rotterdam – 1684, Amsterdam) byl nizozemský malíř.

## Život
Jeho otec byl zedník, matka porodní bába. Měl čtyři sourozence, kteří všichni zemřeli v dětství. Malířství se vyučil v Haarlemu u krajináře Nicolaese Berchema. V roce 1654 přesídlil do Delftu, kde se oženil, seznámil s Carlem Fabritiusem a Nicolaesem Maesem, kteří na jeho tvorbu měli značný vliv, a roku 1655 vstoupil do zdejšího malířského cechu Sv. Lukáše. Roku 1661 přesídlil do Amsterdamu. Žil spíše v ústraní, což bylo podmíněno jeho psychickým stavem. Zemřel v ústavu pro choromyslné.

## Dílo
Zpočátku byl pod vlivem Rembrandtovým, jeho klasické obrazy bývají přirovnávány k obrazům Jana Vermeera (jeho kolegy z Delftského cechu Sv. Lukáše). Výrazným prvkem je „teplé světlo“, které však mizí z jeho pozdní tvorby. Obvyklým námětem jsou lidé vykonávající nějaké domácí práce, zákoutí domů, dvorky. Jeho obrazy jsou především malých rozměrů, až na jedno rozměrné plátno, které však shořelo roku 1864 při velkém rooterdamském požáru. Do dnešní doby se zachovalo přes 250 de Hoochových pláten.
K jeho nejznámějším obrazům patří: Dva vojáci a trubač s obsluhující ženou, Dvůr domu v Delftu, Hráči karet ve sluncem zalité místnosti, Ložnice, Matka, Mladá žena pijící, Návštěva, Pár s papouškem, Prázdná sklenice, U skříně na prádlo, Venkovský dům, Vojáci hrající karty, Žena a služka s vědrem na dvoře, Žena kojící nemluvně s dítětem a psem, Žena loupající zeleninu v zadní místnosti holandského domu či Žena s ošatkou fazolí v zeleninové zahrádce.

## Galerie

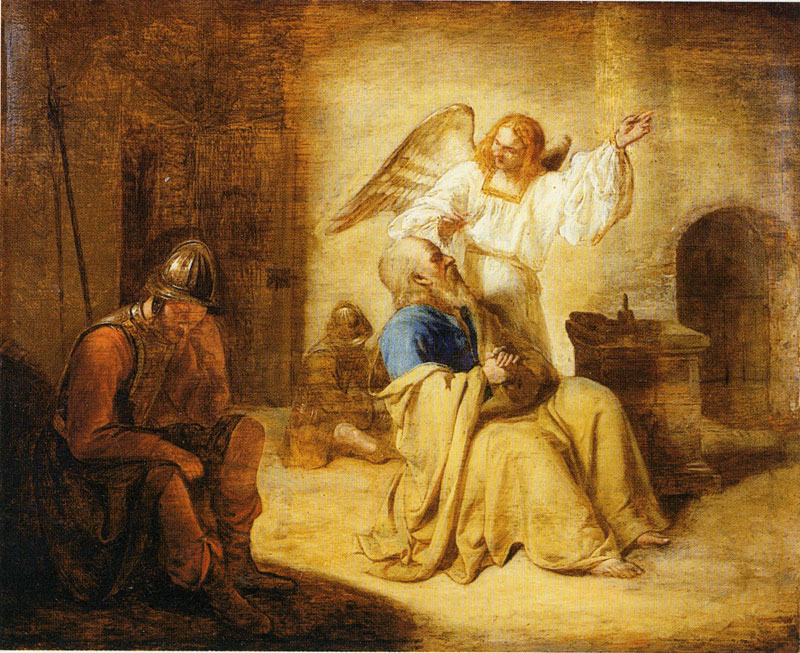
Vysvobození sv. Petra (1650)
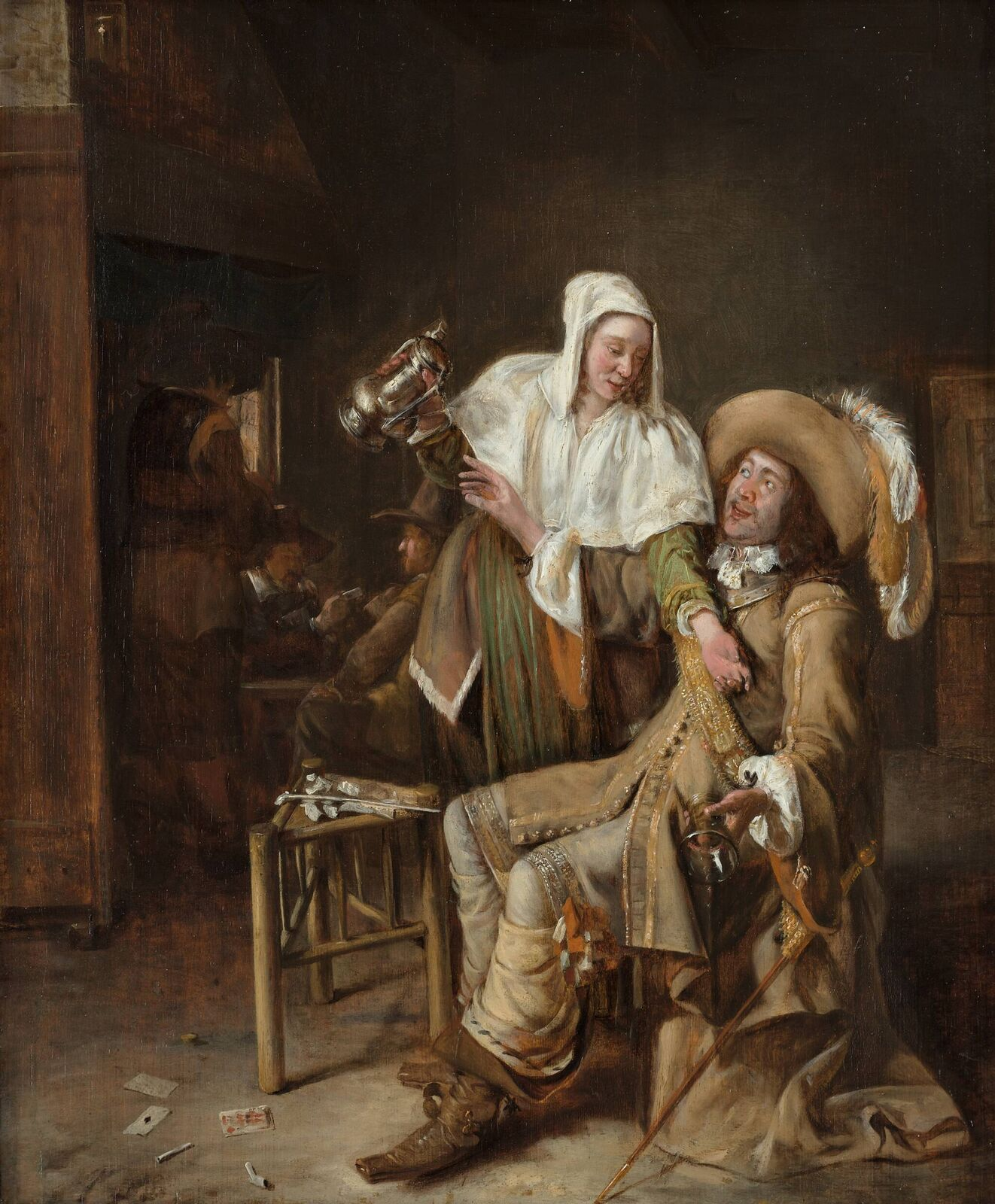
Prázdná sklenice (1652)
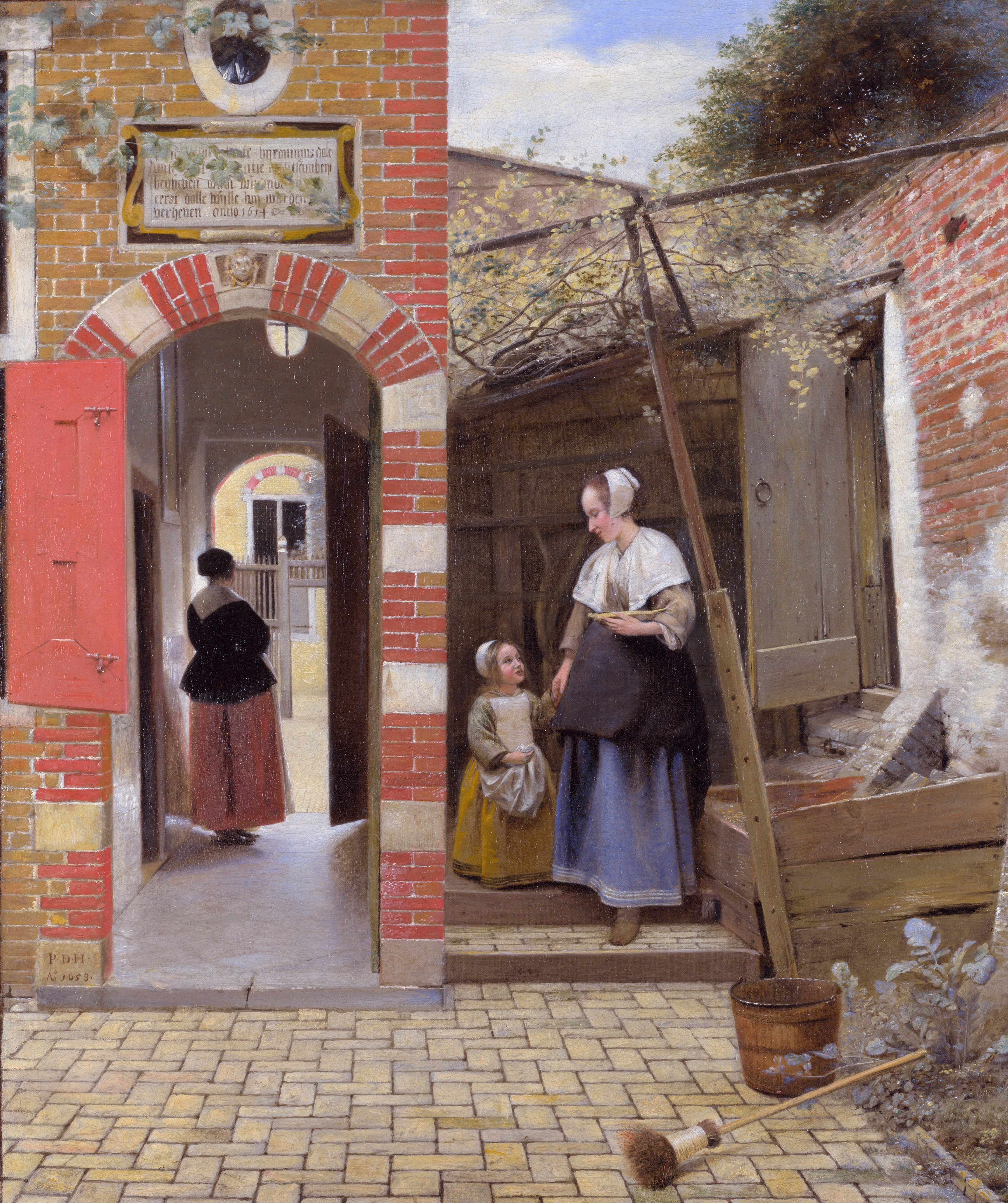
Dvůr domu v Delftu (1658)
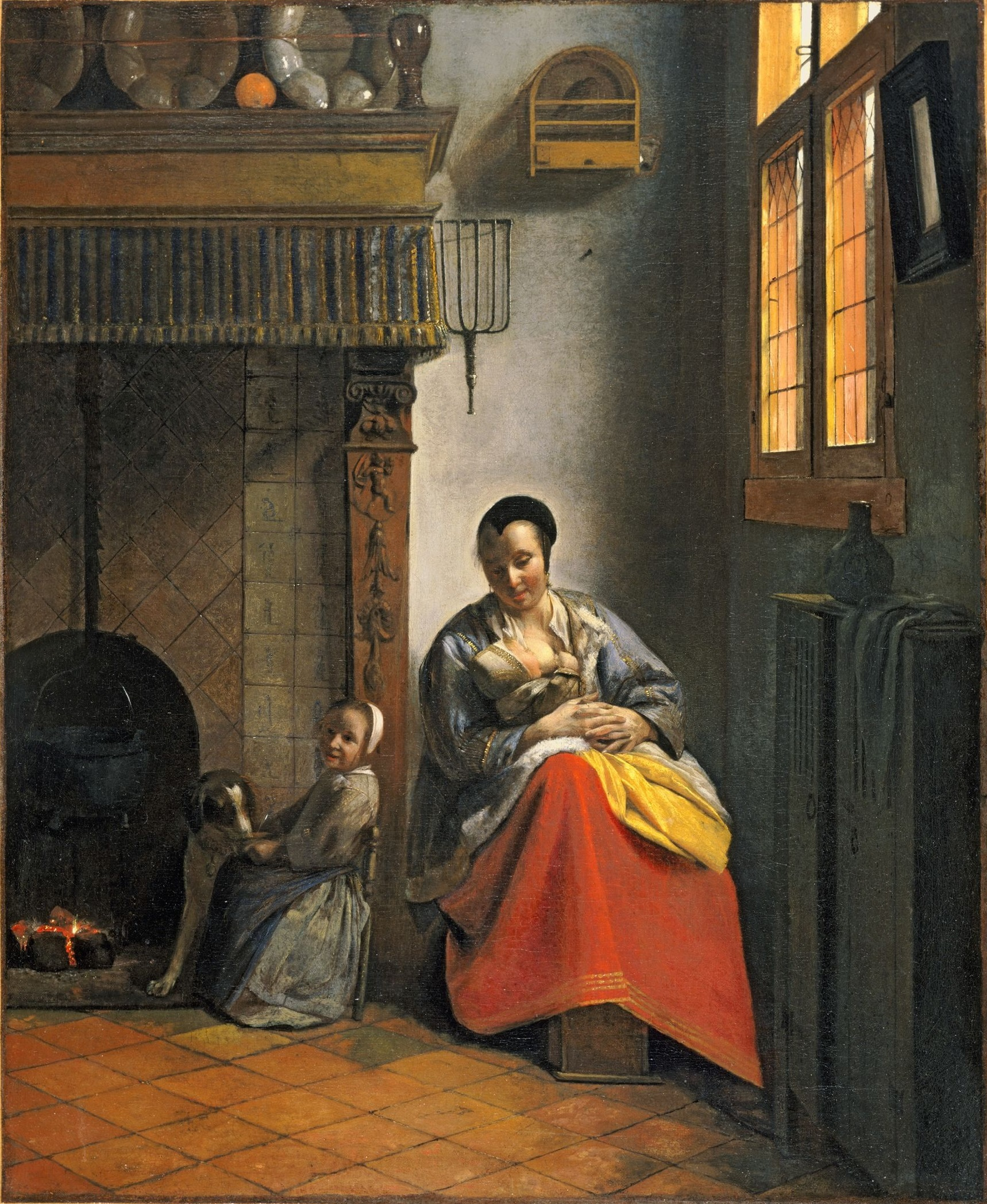
Žena kojící nemluvně s dítětem a psem (1658)
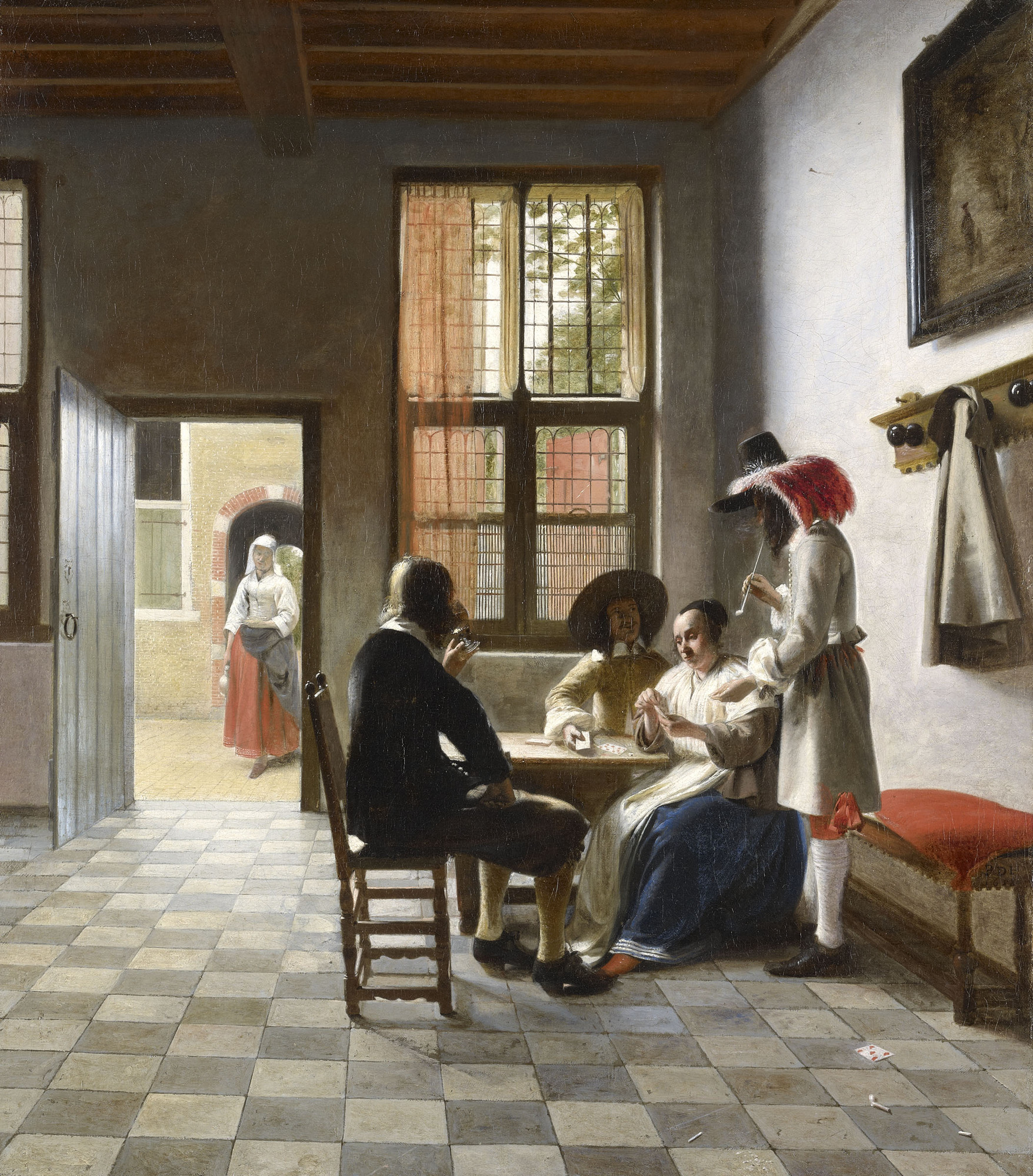
Hráči karet ve sluncem zalité místnosti (1658)